# Дневникът на един луд (филм)
„Дневникът на един луд“ е български игрален филм (комедия) от 1996 година, по сценарий и режисура на Мариус Куркински. Оператор е Емил Христов. Създаден е по повестта „Записки на един луд“ на Николай Гогол. Продуцент Крум Маноилов. Изпълнителен продуцент Евгений Джуров.

## Актьорски състав
Роли във филма изпълняват актьорите:
- Мариус Куркински – Лудият
- Албена Ставрева
- Иво Тончев
- Вяра Коларова
- Радост Костова
- Евгений Джуров
- Виолета Стефанова